# Ectoedemia longicaudella
Ectoedemia longicaudella é uma espécie de insetos lepidópteros, mais especificamente de traças, pertencente à família Nepticulidae.
A autoridade científica da espécie é Klimesch, tendo sido descrita no ano de 1953.
Trata-se de uma espécie presente no território português.